# P. J. O'Rourke
Patrick Jake O'Rourke (Toledo, 14 de novembro de 1947 — Sharon, 15 de fevereiro de 2022) foi um jornalista político.